# Абелизаври
Абелизаврите (Abelisaurus) са род едри динозаври от семейство Абелизаврови (Abelisauridae).

## Етимология
Името на вида Abelisaurus camohuensis произлиза от местността, в която вкаменелостите на вида са намерени и описани - подрайон Комауе, който се намира в областта Рио Негро в Аржентина. Името на рода означава "Гущера на Абел".

## Описание и разпространение
Те достигат на дължина до около 9 m и се предполага, че тежат около 1,5 тона. Абелизаврите са примитивни хищници, обитаващи днешна Аржентина през периода Късна креда. Имат тъпа муцуна и са известни въз основа на един-единствен намерен череп. Черепа е тесен и има гравини при носа. Той (черепа) достига до 85 см. на дължина.